# Epoxigyanta
Az epoxigyanta a hőre keményedő műgyanták közé tartozik, kiváló mechanikai tulajdonságokkal és vegyi ellenálló-képességgel bír, ezen tulajdonságok alapján terjedt el az építőiparban. 

## A gyantákról általában
A polimereket két fő csoportra oszthatjuk: hőre lágyuló és térhálós polimerek léteznek. A közöttük lévő legfontosabb különbség a feldolgozásukban rejlik. A hőre lágyulók esetében hő formájában energiát viszünk be a rendszerbe, így alakítható állapotba hozzuk az anyagot. Ezután következik az alakadás és az alakrögzítés (azaz a formaadás és hűlés/hűtés). Ezzel szemben a hőre nem lágyulók esetében a feldolgozás során kémiai reakció megy végbe. A szabad gyökökkel rendelkező polimert (gyanta) edzők, gyorsítók és egyéb töltők hozzáadásával térhálósítjuk. Ez a folyamat nem visszafordítható.
A térhálós polimerek kiváló szilárdsága és hőállósága indokolja felhasználásukat a legjobb kompozitokban.

## Az epoxigyantáról
A duromerek, azaz a sűrű térhálós polimerek között az egyik legismertebb az epoxigyanta. Elterjedését széles körű felhasználhatóságának és kiváló tulajdonságainak köszönheti. Az epoxigyanta molekulájában lévő epoxigyűrű felnyílik, és kapcsolódik a többi molekulával, ezáltal egy térhálós szerkezetet kialakítva.

## Előnyei
- kitűnő mechanikai tulajdonságok
- hőállóság
- vegyi ellenállóképesség
- jó tapadás
- kicsi zsugorodás
- széles körű alkalmazhatóság

## Főbb felhasználási területek
- különböző polimer kompozit termékek mátrix anyaga: csónakok, hajók, sporteszközök, prepregek stb.
- építőiparban: padlóbevonatokban
- nagy szilárdságú ragasztóknál

## Megjegyzés
1. ↑  A hőre nem lágyuló/hőre keményedő kifejezés az angolban úgynevezett thermoset polimerekre nem megfelelő fordítás, ugyanis hő hatására kis mértékben ezek is lágyulnak (lásd: polimerek DMA görbéi).